# Blåkoua
Blåkoua (Coua caerulea) är en fågel i familjen gökar inom ordningen gökfåglar.

## Utseende och läte
Blåkoua är en stor och mörk fågel med lång stjärt. Den är större än rödpannad koua och rödbröstad koua och saknar rött i fjäderdräkten. Vanligaste lätet är ett kort och explosivt "brr-dd-t". Även fallande utdragna serier med sorgsamma "kwa" kan höras.

## Utbredning och systematik
Fågeln förekommer i regnskog på nordvästra och östra Madagaskar. Den behandlas som monotypisk, det vill säga att den inte delas in i några underarter.

## Levnadssätt
Blåkouan hittas i regnskog. Där ses den olikt många andra kouer högt uppe, rastlöst hoppande genom trädtopparna eller mindre ofta i glidande flykt med explosiva utbrott av vingslag.

## Status och hot
Arten har ett stort utbredningsområde, men tros minska i antal, dock inte tillräckligt kraftigt för att den ska betraktas som hotad. Internationella naturvårdsunionen IUCN listar arten som livskraftig (LC).